# Igor Novák
Igor Novák (Prešov, 10 aprile 1948 – Prešov, 13 novembre 2006) è stato un calciatore cecoslovacco, di ruolo centrocampista.

## Biografia
Si spegne il 13 novembre 2006, all'età di 58 anni.

## Carriera

### Club
Gioca per un decennio nel Tatran Prešov.

### Nazionale
Il 30 agosto del 1972 esordisce contro i Paesi Bassi (1-2).